# Мирецкий, Морис
Морис Мирецкий, де Мирецки (фр. Maurice Antoine Lucien de Mirecki; 22 сентября 1845, По — 11 апреля 1900, Париж) — французский композитор и пианист польского происхождения. Сын Александра Мирецкого, брат Виктора Мирецкого, внучатый племянник Францишека Мирецкого.
С 1857 г. учился в Консерватории Бордо у своего отца. В 1865 г. перебрался в Париж. В 1869 году женился на оперной певице Колетт Адан, у пары было трое детей.
Автор оперы «Фанфан и Кола» (фр. Fanfan et Colas; 1892), балета «Красавица и чудовище» (фр. La Belle et la Bête; 1889, с участием балетной труппы знаменитой танцовщицы Марикиты), многочисленных салонных фортепианных и вокальных пьес, из которых наиболее известны полька «Шамбертен» (фр. Chambertin; 1879, для сопрано и фортепиано) и фортепианные вариации «Сильвио Пеллико» (на тему романса Франческо Мазини на слова Э. Барато, рассказывающего о тюремных злоключениях Пеллико).